# Laslo Blašković
Laslo Blašković (Novi Sad, 1966) srpski je književnik.

## Biografija
Diplomirao je jugoslovensku književnost i srpskohrvatski jezik na Filozofskom fakultetu u Novom Sadu, gde je priveo kraju i poslediplomske studije i bio biran u zvanje asistenta u naučno-istraživačkom radu na predmetu Kulturna istorija 19. veka, kao i u projektu Srpski biografski rečnik Matice srpske. Kao stipendista austrijskog KulturKontakta proveo je mesec dana u Beču (2008). Bio je tri meseca gost Fondacije Hajnrih Bel u Langenbrojhu (Nemačka, 2010). Kao rezidencijalni pisac boravio je avgusta 2013. godine u mađarskom gradu Pečuju.
Kao gost-pisac američke vlade, proveo je mesec dana u SAD (Vašington, Njujork, Mineapolis, Honolulu) u okviru programa International Visitor Leadership (avgust-septembar 2011).

## Dela

#### Knjige pesama:
- Ravna crta, KOV, Vršac, 2020,
- Bogzna, Arhipelag, Beograd, 2018,
- Prasvršetak, Arhipelag, Beogard, 2016,
- Žene pisaca, KOV, Vršac, 2006,
- Jutarnja daljina, Stylos, Novi Sad, 2002,
- Životi bacača kocke, Prosveta, Beograd, 1997,
- Ritam-mašina, Četvrti talas, Novi Sad, 1991,
- Crvene brigade, Bratstvo-jedinstvo, Novi Sad, 1989,
- Zlatno doba, Matica srpska, Novi Sad, 1987. i
- Gledaš, Matica srpska, Novi Sad, 1986.

#### Romani:
- Carinska ulica u Novom Sadu, Arhipelag, Beograd, 2021,
- Prateći vokali, Arhipelag, Beograd, 2020,
- Razbrajalica, Arhipelag, Beograd, 2014,
- Posmrtna maska, Arhipelag, Beograd, 2012,
- Turnir grbavaca, Geopoetika, Beograd, 2007,
- Adamova jabučica, Narodna knjiga, Beograd, 2005,
- Madonin nakit, Filip Višnjić, Beograd, 2003,
- Mrtva priroda sa satom, Stubovi kulture, Beograd, 2000,
- Svadbeni marš, Stubovi kulture, 1997.

#### Knjiga putopisa:
Gle!, Službeni glasnik, Beograd, 2016.

#### Knjiga priča:
Priča o malaksalosti, Arhipelag, Beograd, 2010.

#### Knjiga eseja:
Kraj citata, Prometej, Novi Sad, 2007.

#### Knjiga poetske proze:
Imenjak, Prometej, Novi Sad, 1994.

## Prevodi Blaškovićevih knjiga
na slovački: MADONIN ŠPERK (Madonin nakit), Kalligram, Bratislava, 2006, preveo Karol Chmel; TURNAJ HRBÁČOV (Turnir grbavaca), Kalligram, Bratislava, 2015, preveo Karol Chmel; POSMRTNÁ MASKA (Posmrtna maska), Kalligram, Bratislava, 2015, preveo Karol Chmel;
na mađarski: TÖRTÉNET A BÁGYADTSÁGRÓL (Priča o malaksalosti), Forum Könyvkiadó, Novi Sad, 2016, prevela Glavanić Vékás Eva;
na engleski: THE MADONNA´S JEWELS (Madonin nakit), International Foundation Forum of Slavic Cultures, Ljubljana, 2015, preveo Randall A. Major; FLAT LINE (Ravna crta), Srpski PEN-klub, Beograd, 2019), preveli Dragan Purešić i Zoran Paunović;
na makedonski: PRIKAZNA ZA ISTOŠTENOSTA (Priča o malaksalosti), Ikona, Skopje, 2013, prevela Jasmina Aleksova; POSMRTNA MASKA (Posmrtna maska), Ikona, Skopje, 2013, prevela Jasmina Aleksova; NAKITOT NA MADONA (Madonin nakit), Slovo, Skopje, 2017, preveo Dimitar Baševski;
na ruski: OŽERELЪE MADONNЫ (Madonin nakit), Centr knigi Rudomino, Moskva, 2016, preveli Elena Sagalovič i Vasiliй Sokolov; NATЮRMORT S ČASAMI (Mrtva priroda sa satom), Centr knigi Rudomino, Moskva, 2019, prevela Elena Sagalovič;
na slovenački: MADONIN NAKIT (Madonin nakit), Forum slovanskih kultur, Ljubljana, 2016, preveli Varja Balžalorsky Antić i Urban Vovk;
na bugarski: ADAMOVA ЯBЪLKA (Adamova jabučica), Ergo, Sofija, 2011, prevela Margarita Dikova;
na nemački: TOTENMASKE (Posmrtna maska), Neue Rundschau, Frankfurt am Main, 2010, preveli Dragoslav Dedović i Dagmar Vohburger; DER ERLÓSER (Spasitelj), Noack&Block, Berlin, 2011, prevele Angela Nerenz i Anne Stübiger; (antologija) DAS BLESSE FEUER VON WIEN (Bleda bečka vatra), Drava Verlag, Klagenfurt, 2012, prevela Alida Bremer; (antologija).
na rumunski: MILOSTIVIRE (Milostinja), Hestia, Temišvar, preveo Lucian Alexiu; (antologija).

## Nagrade
Dobitnik je književnih nagrada:
- Nagrada „Pečat varoši sremskokarlovačke”, za knjigu pesama Zlatno doba, 1988.
- Nagrada „Matićev šal”, za knjigu pesama Crvene brigade, 1989.
- Nagrada Društva književnika Vojvodine za knjigu godine, za roman Svadbeni marš, 1998.
- Nagrada „Borislav Pekić”, za sinopsis romana Madonin nakit, 2001.
- Nagrada „Branko Ćopić”, za roman Adamova jabučica, 2005.
- Nagrada „Stevan Sremac”, za roman Turnir grbavaca, 2008.
- Nagrada „Ljubomir P. Nenadović”, za knjigu putopisa Gle!: bedeker jednog lakomislenog Kanta, 2017.

Blaškovićev roman Madonin nakit izabran je među deset najboljih srpskih romana napisanih posle pada Berlinskog zida koji su sastavni deo antologijske edicije „Sto slovenskih romana“.

## Radna biografija
Upravnik Narodne biblioteke Srbije bio je od 15. januara 2015. do 4. februara 2021. godine.
Direktor i glavni i odgovorni urednik Kulturnog centra Novog Sada bio je od 2008. do 2012. godine.
Glavni i odgovorni urednik časopisa za književnost i teoriju Polja bio je od 2000. do 2007. godine.
Bio je član Uredništva edicije Prva knjiga Matice srpske, takođe i predsednik Upravnog odbora Studentskog kulturnog centra u Novom Sadu, član Upravnog odbora Fonda Todor Manojlović u Zrenjaninu i član Saveta Filozofskog fakulteta u Novom Sadu.
Glavni je urednik izdavačke delatnosti Srpskog narodnog pozorišta od 2007. godine.

#### Uredništvo
Laslo Blašković je obelodanio i Vodič kroz lektiru (u 4 knjige), Narodna knjiga, Beograd, 2006. godine. Priredio je i predgovorima opremio knjige Danijela Defoa, Vuka Karadžića, Marka Tvena, Luisa Kerola, Andrića, Nušića, Sremca, Branka Ćopića... Priredio je zbornik tekstova Moj privatni Tito, Kulturni centar Novog Sada, 2003, kao i dve antologije savremene srpske poezije i kratke priče.

#### Članstva
Aktivan je u tri reprezantativna književna udruženja, u Društvu književnika Vojvodine (sekretar Društva bio je osam godina), u Srpskom književnom društvu (član Upravnog odbora u dva mandata i predsednik Odbora za međunarodnu saradnju iste asocijacije), konačno, od 2006. do 2022. godine bio je član Upravnog odbora Srpskog PEN-kluba.

## Spoljašnje veze
- Laslo Blašković u Moskvi i Jasnoj Poljani
- Dobra poezija uvek ima šta da kaže! - Kultura ( Dnevni list "Danas", 27. Decembar 2017)
- Pisac Laslo Blašković o nesvakidašnjoj knjizi putopisa “Gle!” ("Novosti", 15. januar 2017)
- Laslo Blašković dobitnik nagrade za najbolji putopis na srpskom jeziku ("Blic", 20. septembar 2017)
- Pisac i pesnik o zbirci "Prasvršetak" ("Novosti", 28. april 2016)
- Tesla je tvrdio da je bog struja - intervju („Politika“, 4. januar 2013)
- Intervju - Laslo Blašković
- Laslo Blašković: Baš čelikova moć bila je u srcu male ptičice - intervju ("Blic", 11. avgust 2010)